# Pizzo di Claro
Der Pizzo di Claro, auch Visagno genannt, ist mit 2727 m ü. M. der südlichste markante Aussichtsberg der Adula-Alpen. Seine mächtige Trapezform dominiert das Valle Leventina und die Magadinoebene.

## Geographie
Der Gipfel des Pizzo di Claro befindet sich mit seiner Westseite rund 2400 Meter über dem Dorf Claro auf der Grenze der Kantone Tessin und Graubünden in den Lepontinischen Alpen (nach der SOIUSA-Einteilung). Es sind zwei Gipfel, von denen der nördliche 7 m höher als der südliche ist. Vom Südgipfel sieht man Bellinzona und die Riviera und vom Nordgipfel auf Cresciano. Im Osten erhebt er sich bei Arvigo über das bündnerische Calancatal. Westlich der Gipfel liegt auf 2198 m ü. M. der kleine See Lago di Canèe.
„Es ist dies der majestätische Berg, den jeder Tessiner kennt und vielleicht auch mindestens einmal in seinem Leben zu besteigen wünscht.“, schreibt Giuseppe Brenna im Clubführer Tessiner Alpen.

## Auf- und Abstiegsrouten
Vom Parkplatz Mondan 1640 m ü. M. oberhalb von Arvigo im Calancatal führt ein Wanderweg zur Alp di Stabveder 1948 m ü. M. Von da ist der Weg kaum mehr sichtbar, und nur Steinmännchen weisen zum namenlosen Pass auf 2270 m ü. M. Über die Ostflanke geht es auf den nördlichen Hauptgipfel und zum südlichen Nebengipfel mit dem Gipfelkreuz. Der Abstieg erfolgt auf der gleichen Route  (ca. 7 Stunden, Schwierigkeitsgrad T3).
Eine Variante ist der Aufstieg ab Landarenca 1272 m ü. M. im Calancatal, das man mit der Luftseilbahn Selma-Landarenca erreichen kann.
Für die zweitägige Überschreitung nimmt man die Seilbahn Lumino - Monti di Saurù 1308 m ü. M. und steigt in 2 Stunden zur Brogoldone-Hütte (Capanna Brogoldone) 1910 m ü. M. hinauf, wo man übernachten kann. Von dort steigt man über den Punkt 2362 m ü. M. südöstlich zum Gipfel. Der Abstieg erfolgt gegen Westen über den Lago di Canèe, die Alpen Canèe und Peurett, via Corte, Benz, Moncrin nach Claro (Gesamtzeit ca. 9 Stunden, Schwierigkeitsgrad T4).
Ein mehrtägiger Rundweg an den Füssen des Pizzo di Claro führt von Lumino aus über Bellen, Monte di Giova (moderne Kirche Chiesa di Nostra Signora di Fatima), Bellen, Brogoldone-Hütte, Monti (Maiensässe) von Savorù (Seilbahn nach Lumino), Benediktinerinnenkloster Santa Maria Assunta (Monastero di Santa Maria, 1490 gegründet. Es ist mit einer kleinen Seilbahn vom Tal aus erreichbar), der Via di Castagni entlang nach Claro (Gesamtzeit ca. 11 Stunden).

## Bilder

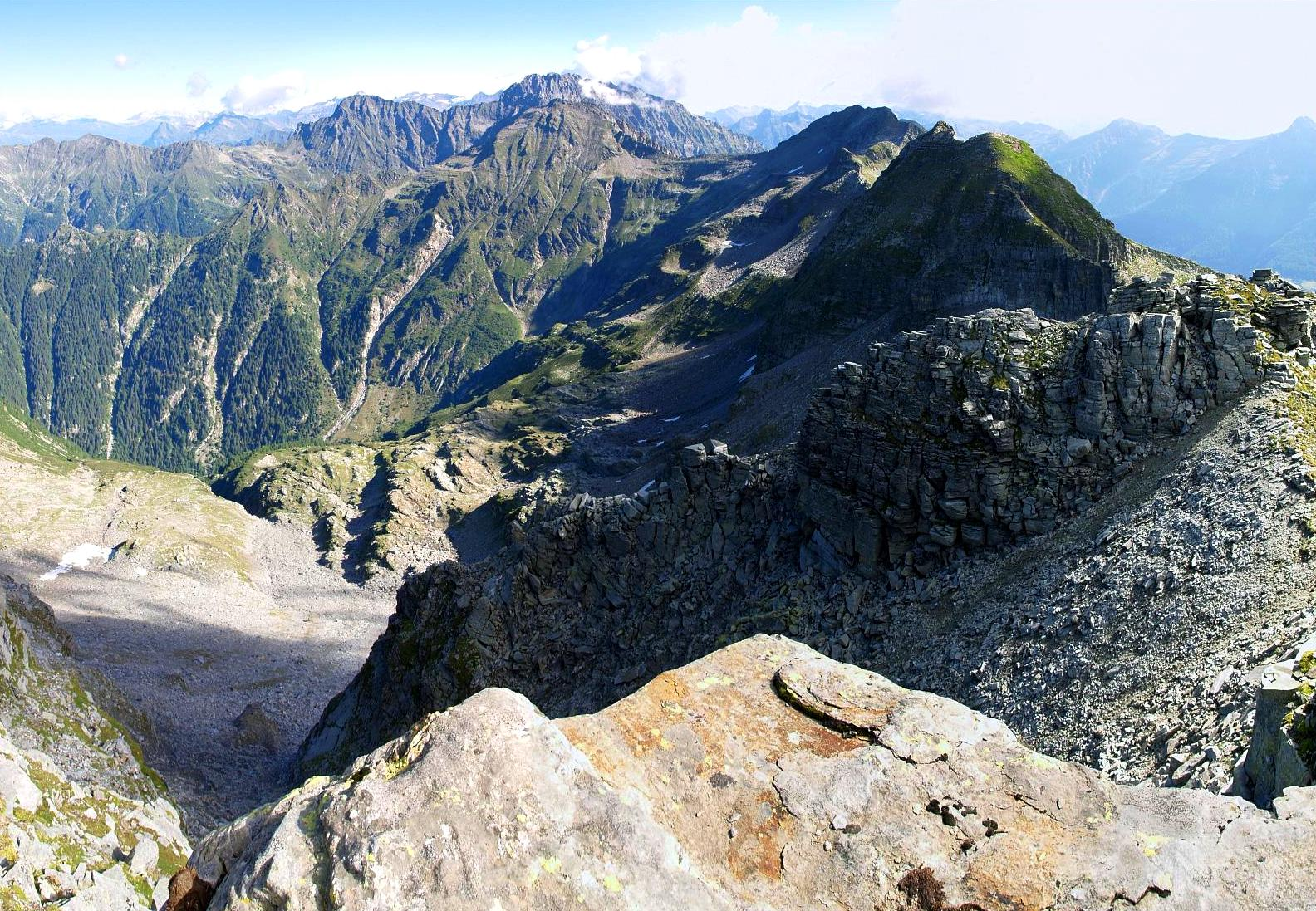
Sicht vom Gipfel nach Norden
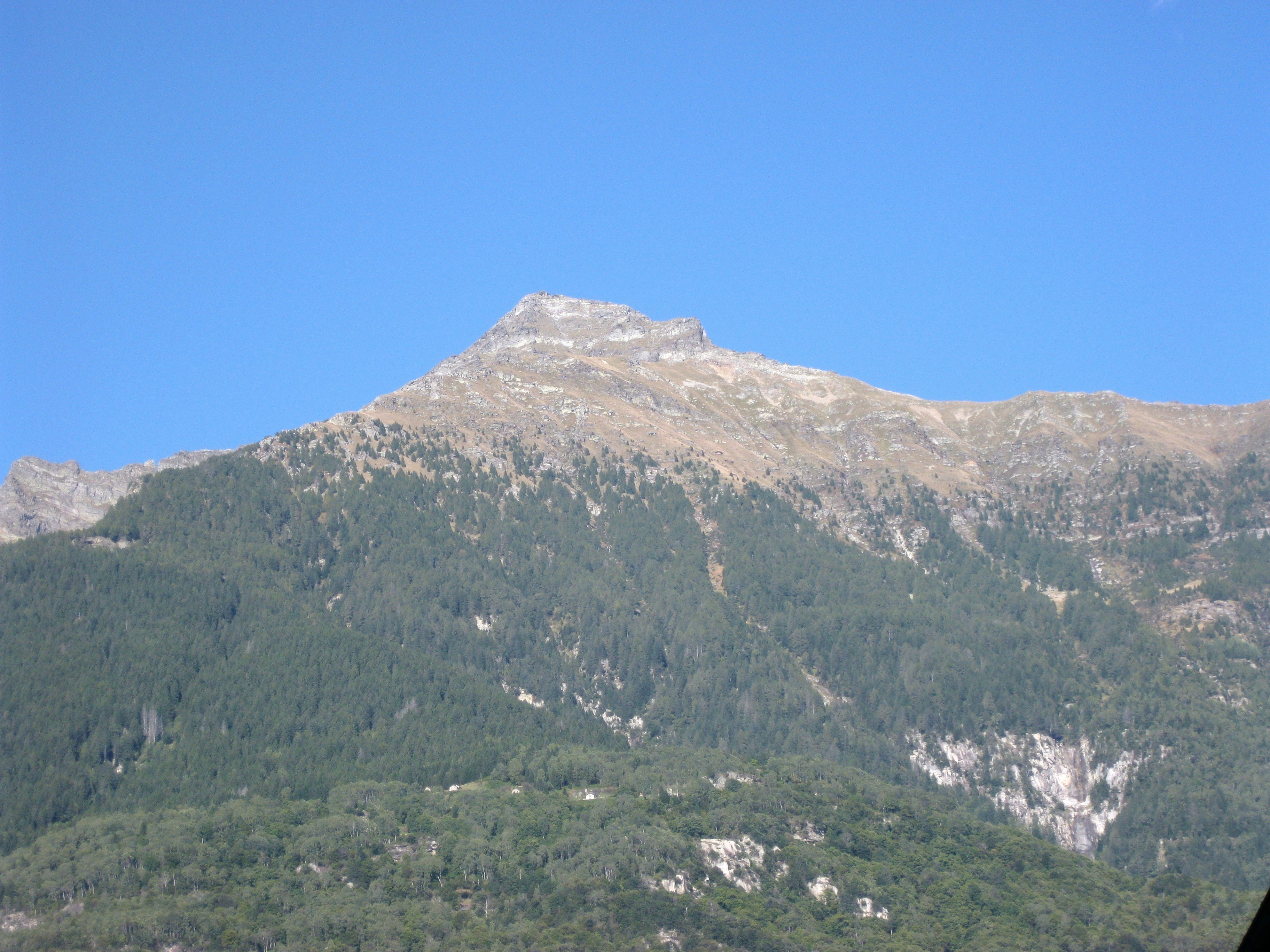
Sicht von Preonzo.